# Кустолівська волость
Кустолівська волость — адміністративно-територіальна одиниця Кобеляцького повіту Полтавської губернії з центром у селі Кустолове.
Старшинами волості були:
- 1904 року козак Іван Деонисович Руденко[1];
- 1913 року козак Олексій Опанасович Симон[2];
- 1915 року козак Іван Петрович Співак[3].